# Charles Démia
Charles Démia (* 3. Oktober 1637 in Bourg-en-Bresse; † 23. Oktober 1689 in Lyon) war ein französischer römisch-katholischer Geistlicher, Pädagoge und Ordensgründer.

## Herkunft und Ausbildung zum Priester
Démias Vater stand im Dienst mächtiger Vertreter des regionalen Adels. Mit zehn Jahren hatte Charles Démia (auch: Demia) bereits beide Eltern und die einzige Schwester verloren und wurde von einer Tante aufgezogen. Er besuchte das Jesuitenkolleg in Bourg, wo er François d’Aix de Lachaise zum Lehrer hatte, dann das Collège de la Trinité in Lyon. Nach einem Studium der Rechtswissenschaft kam er 1659 mit Damien Hurtevent (1623–1671), einem Schüler von Jean-Jacques Olier, in Kontakt und ging 1660 zum Theologiestudium nach Paris. Als er 1663 zum Priester geweiht wurde, wählte er als Devise: Evangelizare pauperibus misit me (Er hat mich gesandt, den Armen das Evangelium zu verkünden). Nach einem Missionseinsatz im Raum Poitiers und einer Zeit als Visitator im Raum Bourg ging er 1665 als von Erzbischof Camille de Neufville de Villeroy (1606–1693) geschätzter Mitarbeiter nach Lyon.

## Der Pädagoge der armen Kinder
Aufmerksam geworden auf den Analphabetismus der unteren Schichten der Gesellschaft, verfasste Démia 1666 eine Denkschrift, die 1667 gedruckt wurde und eine erhebliche Wirkung nicht nur in Lyon, sondern in weiten Teilen Frankreichs entfaltete. Sie wandte sich an den Stadtrat von Lyon und trug den Titel Remontrances (Adressaten) touchant la nécessité et utilité des Ecoles chrétiennes, pour l’instruction des Enfants pauvres (Antrag betreffend Notwendigkeit und Nutzen christlicher Schulen zur Unterweisung armer Kinder). Seine besondere Idee war die Verbindung von Priesterberuf und Lehrerberuf. Zur Ausbildung der Priester eröffnete er (auch mit Einsatz eigenen Vermögens) eine Art Pädagogische Hochschule (das Seminar vom heiligen Karl Borromäus). Gestützt vom Erzbischof wurde er zum Unterrichtsminister der Erzdiözese. 
Für die Mädchenausbildung gründete er 1680 (nach Anfängen ab 1671) einen eigenen Frauenorden, die Soeurs de Saint-Charles (auch: Soeurs de Saint-Charles de Lyon „Karlsschwestern von Lyon“), die heute noch in Frankreich, der Schweiz und Brasilien existieren (nicht im deutschsprachigen Raum). Bei seinem Tod 1689 (mit 52 Jahren) bestanden in Lyon 20 seiner Schulen, in denen pro Jahr 2000 arme Schülerinnen und Schüler ausgebildet wurden. Démias Lebenswerk ging dem vergleichbaren des heiligen Johannes Baptist de La Salle um zehn Jahre voraus, wurde aber in der späteren Wahrnehmung von diesem überstrahlt und geriet weithin in Vergessenheit. Erst zu seinem 300. Todestag 1989 kam es zu einer späten Wiederentdeckung. In Lyon trägt eine Schule seinen Namen.

## Werke
- Trésor clérical, ou Conduites pour acquérir et conserver la sainteté ecclésiastique, recueilli des auteurs les plus considérables de ce temps qui ont traité de ces matières, par un officier de l’archevêché de Lyon. Certe, Lyon 1683, 1694.
- Journal de 1685–1689, hrsg. von Yves Poutet. Maison Saint Jean-Baptiste de La Salle, Rom 1994.